# Мохаммед бін Абдулазіз бін Салех Аль-Барака
Мохаммед бін Абдулазіз бін Салех Аль-Барака (англ. Mohammed Abdulaziz Saleh Al-Barakah) — саудівський дипломат. Надзвичайний і Повноважний Посол Королівства Саудівська Аравія в Україні (з 2024)

## Життєпис
З 28 серпня 2024 року — Надзвичайний і Повноважний Посол Королівства Саудівська Аравія в Україні, Київ.
20 грудня 2024 року вручив копії вірчих грамот заступнику міністра закордонних справ України Олександру Міщенко.
23 грудня 2024 року — вручів вірчі грамоти Президенту України Володимиру Зеленському